# Філіпп Бельгійський
Філіпп (повне ім'я фр. Philippe Eugène Ferdinand Marie Clément Baudouin Léopold Georges de Saxe-Cobourg-Gotha; 24 березня 1837 — 17 листопада 1905) — принц Бельгії, граф Фландрії з Саксен-Кобург-Готської династії. У січні-липні 1869 спадкоємець бельгійського престолу.
Син короля Леопольда I і Луїзи Орлеанської, молодший брат Леопольда II. У 1866 році розглядався в числі претендентів на трон Румунії.
У квітні 1867 року Філіпп одружився з Марією Гогенцоллерн-Зігмарінген (1845–1912), дочкою князя Карла Антона. діти:
- Бодуен (1869–1891)
- Генрієтта (1870–1948), одружена з Еммануелем Орлеанським;
- Жозефіна Марія (1870–1871), сестра-близнюк Генрієтти;
- Жозефіна Кароліна (1872–1958), одружена з Карлом Антоном Гогенцоллерном;
- Альберт (1875–1934), король Бельгії Альберт I.

Молодший син Філіппа, Альберт, став королем після смерті свого дядька Леопольда II.